# Кёнигсегг
Кёнигсегг (Königsegg) — знатный (с 1629 графский) швабский род, владевший на правах суверенов землями к востоку от Боденского озера, включая Аулендорф и Ротенфельс. После упразднения Священной Римской империи (1806) медиатизован.

## Происхождение и история рода
Предки рода владели замком Фронхофен (на территории современного Гуггенхаузена) по меньшей мере с 1171 года. В документах XII—XIII вв. они фигурируют как министериалы швабских герцогов (Вельфов, потом Штауфенов). В 1341 году Габсбурги назначили рыцаря Ульриха I Кёнигсегга ландфохтом Верхней Швабии — должность, которую его потомки передавали по наследству вплоть до XIX века.
В 1565 году Иоганн фон Кёнигсегг приобрёл у своего родственника, графа Монфорта, имперскую синьорию Ротенфельс в Альгое. Его внуки Гуго и Иоганн-Георг в 1629 году были утверждены в достоинстве имперских графов. От этих братьев произошли две существующие линии рода — ротенфельсская и аулендорфская. Боковая ветвь рода в начале XV века закрепилась в Восточной Пруссии.
Представители ротенфельсской линии рано покинули резиденцию в Имменштадте и обосновались в Вене, где занимали видные должности при императорском дворе. В 1804 г. они отписали свои владения в Альгое императору в обмен на Себиш и другие земли в Трансильвании. Их потомки по сей день живут в Венгрии.
Представители аулендорфской ветви по-прежнему занимают родовой замок Кёнигсеггвальд. После Второй мировой войны они также унаследовали охотничью резиденцию Габсбургов в Хальбтурне, известную своими винодельческими традициями.
Золотые и червлёные ромбы Кёнигсеггов присутствуют на гербах Кёнигсеггвальда, Гуггенхаузена, Аулендорфа, Фронройте, Фишена, Офтершванга и Больстерланга, так как все эти населённые пункты в своё время принадлежали Кёнигсеггам.

## Представители
- Леопольд Вильгельм фон Кёнигсегг-Ротенфельс[нем.] (1630—1694) — внук (по матери) первого князя Гехингенского, вице-канцлер Священной Римской империи, организовывал оборону Вены от турок, женат на наследнице графского рода Шарфенбергов.
- Лотарь фон Кёнигсегг-Ротенфельс (1673—1751) — сын предыдущего, фельдмаршал, президент Военного совета.
- Максимилиан Фридрих фон Кёнигсегг-Ротенфельс[нем.] (1708—1784) — племянник предыдущего, с 1761 г. епископ Мюнстера и архиепископ Кёльна; 11-летний Бетховен написал для него три сонаты для фортепиано.
- Кристиан Мориц фон Кёнигсегг-Ротенфельс (1705—1778) — старший брат предыдущего, фельдмаршал, потерпел поражение при Рейхенберге; позже имперский посол при дворе своего брата в Кёльне.
- Гуго Франц фон Кёнигсегг-Ротенфельс[нем.] (1660—1720) — епископ Лейтмерица (c 1711).
- Карл Фердинанд фон Кёнигсегг-Эрпс[нем.] (1696—1759) — представитель императора в Австрийских Нидерландах, фактический наместник в 1743-44 гг.
- Графиня Анна-Берта цу Кёнигсегг-Аулендорф[нем.] (1883—1948), австрийская монахиня, известна противодействием политике Третьего рейха в области эвтаназии и принудительной стерилизации.
- Кристиан фон Кёнигсегг (род. 1972), шведский дизайнер, основатель автомобильной компании Koenigsegg.

- Замок Кёнигсеггвальд
- Имменштадтская резиденция
- Замок в Аулендорфе
- Резиденция на острове Рейхенау
- Эпитафия в аулендорфской церкви